# Kyojin no Hoshi
Kyojin no Hoshi (巨人の星 lit. La estrella de los Gigantes?) es un manga de deportes escrito por Ikki Kajiwara e ilustrado por Noboru Kawasaki. Fue la primera serie de deportes adaptada a un anime y se emitió en Japón en 1968. Más tarde se crearon dos nuevas secuelas y diversas películas de anime. El manga fue publicado en Weekly Shonen Magazine sobre el actual equipo de béisbol Yomiuri Giants utilizando personajes ficticios. Fue lanzada por el "Yomiuri Group".
La serie fue dirigida a un público joven pero bajo un terreno expansible dado que contenía secuencias dramáticas y escénas fuertes. Mientras que permanece fiel a su línea de anime de deportes, el contenido no está basado realmente en el béisbol. Fue un anime de fantasía irreal, debido a que eran las normas que marcaban los patrones de manga en aquella época.

## Argumento
La historia trata sobre Hyuma Hoshi, una joven promesa del béisbol que sueña en convertirse en una estrella al igual que su padre Ittetsu Hoshi en la liga profesional japonesa. Una vez, su padre fue 3º baseman hasta que se lesionó en la Segunda Guerra Mundial y se vio obligado a retirarse. El chico se unirá al popular equipo de los Gigantes, y pronto realiza la difícil tarea de dirigir las grandes expectativas. Desde su formación hasta su enfrentamiento contra el rival Mitsuru Hanagata en los Hanshin Tigers. 

## Personajes
- Hoshi Hyuuma - Tōru Furuya
- Hoshi Ittetsu - Seizō Katō
- Akiko - Fuyumi Shiraishi
- Ban Chuuta - Jōji Yanami
- Hanagata Mitsuru - Makio Inoue
- Kawakami Tetsuharu - Tadashi Nakamura

## Media

### Películas
La primera película de la estrella de los gigantes fue estrenada en 1969 en las vacaciones del festival de anime en la gran pantalla y a color.
| Nombre japonés          | Nombre español                                                               | Fecha de creación | Tipo        | Duración     |
| ----------------------- | ---------------------------------------------------------------------------- | ----------------- | ----------- | ------------ |
| 巨人の星                | Estrella de los gigantes                                                     | 1969              | Película    | 90 mins      |
|                         | Estrella de los gigantes contra el poderoso Átom                             | 1969              | Especial TV | 30 min       |
| 巨人の星 行け行け飛雄馬 | Estrella de los gigantes: Ike Ike Hyuma                                      | 20-Dic-1969       | movie       | 75 min       |
| 巨人の星 大リーグボール | Estrella de los gigantes : Dai Gran Liga                                     | 1970              | Película    | 70 min       |
| 巨人の星 宿命の対決     | Estrella de los gigantes : Shinjuku no Taiketsu                              | 1970              | Película    | 60 min       |
| 新巨人の星              | Nueva Estrella de los gigantes                                               | 1977              | serie       | 52 Episodios |
| 新巨人の星              | Nueva Estrella de los gigantes                                               | 1977              | Película    |              |
| 新巨人の星II            | Nueva Estrella de los gigantes II                                            | 1979              | serie       | 23 Episodios |
|                         | Estrella de los gigantes, edición especial: Mitsuru Hanagata, el tigre feroz | 2002              | serie       | 13 Episodios |